# Kinosternon cora
Kinosternon cora — вид черепах родини мулових черепах (Kinosternidae). Описаний у 2020 році.

## Назва
Вид названо на честь народу кора.

## Поширення
Ендемік Мексики. Поширена у штатах Наярит і Сіналоа.